# Джо Кроль
Джо Кроль  (англ. Joe Krol, 13 серпня 1915, Вінніпег — 26 жовтня 1993, Калгарі) — канадський хокеїст, що грав на позиції крайнього нападника.

## Ігрова кар'єра
Професійну хокейну кар'єру розпочав 1934 року.
Протягом професійної клубної ігрової кар'єри, що тривала 9 років, захищав кольори команд АХЛ, а також клубів НХЛ «Нью-Йорк Рейнджерс» та «Бруклін Амеріканс».

## Статистика НХЛ
| Сезон        | Клуб                 | Ліга         | Регулярний сезон | Регулярний сезон | Регулярний сезон | Регулярний сезон | Регулярний сезон | Плей-оф | Плей-оф | Плей-оф | Плей-оф | Плей-оф |
| Сезон        | Клуб                 | Ліга         | І                | Г                | П                | О                | ШХ               | І       | Г       | П       | О       | ШХ      |
| ------------ | -------------------- | ------------ | ---------------- | ---------------- | ---------------- | ---------------- | ---------------- | ------- | ------- | ------- | ------- | ------- |
| 1936—1937    | «Нью-Йорк Рейнджерс» | НХЛ          | 1                | 0                | 0                | 0                | 0                | -       | -       | -       | -       | -       |
| 1941—1942    | «Бруклін Амеріканс»  | НХЛ          | 24               | 9                | 3                | 12               | 8                | -       | -       | -       | -       | -       |
| Усього в НХЛ | Усього в НХЛ         | Усього в НХЛ | 26               | 10               | 4                | 14               | 8                | -       | -       | -       | -       | -       |